# Tomocerodes americanus
Tomocerodes americanus är en stekelart som beskrevs av Girault 1916. Tomocerodes americanus ingår i släktet Tomocerodes och familjen puppglanssteklar. Inga underarter finns listade i Catalogue of Life.